# Karl Heinen
Karl Heinen SAC (* 17. Juli 1935 in Heimbach (Eifel); † 16. Oktober 2024 in Limburg an der Lahn) war ein deutscher Theologe und Hochschullehrer.

## Leben
Ab dem 14. Lebensjahr besuchte er das Gymnasium der Pallottiner in Limburg an der Lahn. Nach dem Noviziat, der Profess und der 1962 erfolgten Priesterweihe studierte er Theologie und Bibelwissenschaft an der Pontificia Università Gregoriana. Nach der Promotion 1968 wurde er Professor an der PTH Vallendar im Fach Exegese des Alten Testaments. Nach der Emeritierung 2004 war er Generalprokurator der Pallottiner in Rom tätig. 2010 zog er wieder nach Limburg zurück und seit 2011 arbeitete er bei der pallottinischen Zeitschrift „das zeichen“ mit.

## Werke (Auswahl)
- Das Gebet im Alten Testament. Eine exegetisch-theologische Untersuchung zur hebräischen Gebetsterminologie. Rom 1971, OCLC 402505743 (zugleich Dissertation, Pontificia Università Gregoriana 1968).
- mit Alfred Bellebaum (Hrsg.): Christsein zwischen Entmutigung und Hoffnung. Zur Sendung der Laien in der Welt von heute  (= Glaube, Wissen, Wirken. Beiträge zur Theologie und verwandten Gebieten. Band 10). Lahn-Verlag, Limburg 1986, ISBN 3-7840-2011-9.
- Die Bücher Maleachi, Joel und Jona (= Erläuterungen zum Alten Testament für die geistliche Lesung. Geistliche Schriftlesung. Band 3). Patmos-Verlag, Düsseldorf 1987, ISBN 3-491-77169-2.
- Voll Zuversicht und Hoffnung. Predigten von Advent bis Aschermittwoch. Echter, Würzburg 1988, ISBN 3-429-01172-8.
- Der unverfügbare Gott. Das Buch Ijob (= Stuttgarter kleiner Kommentar. Band 18). Verlag Katholisches Bibelwerk, Stuttgart 1992, ISBN 3-491-77169-2.